# Operculina sericantha
Operculina sericantha är en vindeväxtart som först beskrevs av Friedrich Anton Wilhelm Miquel, och fick sitt nu gällande namn av V. Ooststr. Operculina sericantha ingår i släktet Operculina och familjen vindeväxter. Inga underarter finns listade i Catalogue of Life.